# DNF

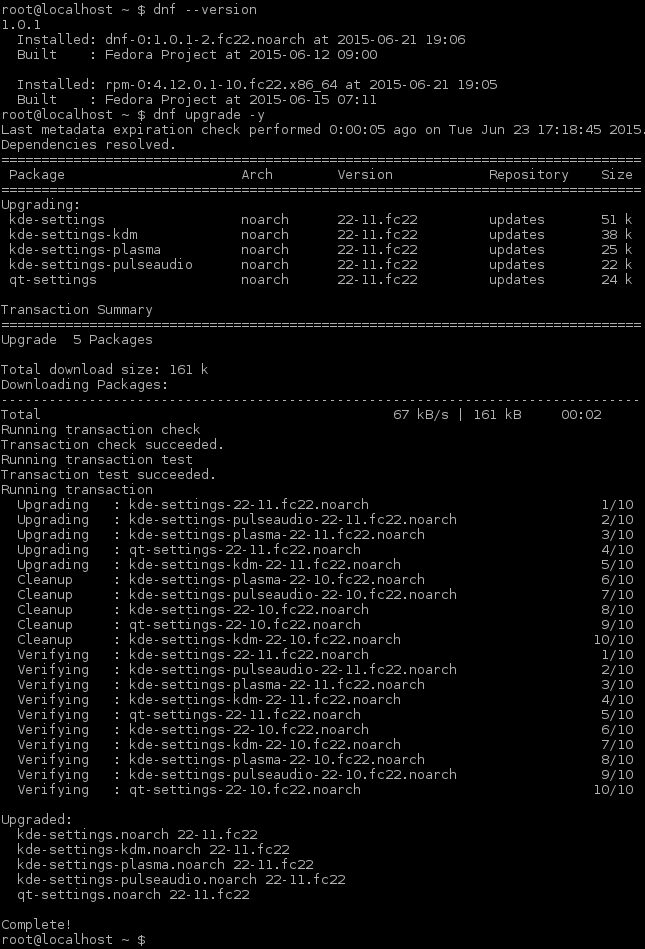
DNF встановлює оновлення на Fedora 22

DNF (Dandified Yum) — менеджер пакунків, розроблений у проєкті Fedora на заміну Yum.
Yum підтримує виконання тільки за допомоги Python 2, і розробка DNF пов'язана з переходом Fedora на використання Python 3 за замовчуванням. Пакунковий менеджер DNF є відгалуженням від Yum 3.4, і в ньому розвивалися деякі нові ідеї, такі як використання як бекенд для розв'язання залежностей бібліотеки hawkey. Управління пакунками здійснюється за допомогою RPM. Для розв'язування залежностей у DNF задіяний SAT solver, реалізований в бібліотеці libsolv (hawkey виступає в ролі надбудови над libsolv), створеної в рамках проєкту openSUSE. Для обробки метаданих і завантаження пакунків він використовує librepo. Для ефективної обробки привілеїв даних — libcomps.
Для звичайного користувача головними перевагами DNF є помітно вища швидкість роботи і низьке споживання пам'яті.  Для розширення функціональності DNF надає фіксований API для плаґінів та інтеграції з іншими застосунками, такими як інсталятор Anaconda.
Випуск пакетного менеджера DNF 1.0, що ознаменував стабілізацію кодової бази і готовність для використання як основного пакетного менеджера у дистрибутиві Fedora 22, відбувся 11 травня 2015.

## Використання
dnf є основним інструментом для керування пакунками у Red Hat Enterprise Linux версії 8 і CentOS версії 8.

## Виноски
1. ↑  Fedora переходит на Python 3 и пакетный менеджер DNF по умолчанию [Архівовано 28 жовтня 2013 у Wayback Machine.] // opennet.ru
2. ↑  Scott Matteson (30 березня 2019). What's new with Red Hat Enterprise Linux 8 and Red Hat Virtualization. TechRepublic. Архів оригіналу за 30 липня 2020. Процитовано 24 вересня 2019.